# Voulez-Vous (canción)
«Voulez-Vous» (del francés: ¿Quiere usted?) es una canción y un sencillo que publicó el grupo sueco ABBA. El nombre de la canción da nombre también al álbum que el grupo lanzó ese año.

## Canción
Fue compuesta por Benny y Björn. Fue grabada el 1 de febrero de 1979 llamada primeramente "X" y "Amerika", fue la única canción de ABBA que no fue grabada en Suecia, sino en los Estudios Criteria de Miami. La canción habla que alguien ofrece algo a alguien, aunque la canción se hizo más famosa por su ritmo que estaba orientado más a la música disco. Este tema viene incluido en el álbum Voulez-Vous como la pista número 2.
La canción logró quedar en el puesto n.º 1 en países como Bélgica, Chile y Costa Rica, mientras que logró posicionarse en el Top 10 en varios países como el Reino Unido, Irlanda, Holanda, Francia, Suiza, España y en Sudáfrica; pero su estancia en las listas fue muy breve, debido a que "Voulez-Vous" no tuvo mucha promoción, y fue lanzada en pocos países. La versión del sencillo era una versión editada.
Ha sido interpretada por varios artistas, entre ellos destacan, Erasure que la incluyó
en su EP Abba-esque, que llegó al número uno de las listas británicas en 1992 y A*Teens. Actualmente forma parte del musical Mamma Mia!, basado en las canciones de ABBA. Comúnmente era interpretada por el grupo en sus tour de 1979 y de 1980.

## El Lado B
Angel Eyes (Ojos de ángel) fue el lado B de este sencillo. Fue escrita por Benny y Björn y se grabó el 4 de noviembre de 1978 llamada primeramente "Katakusom". La canción cuenta cómo una mujer advierte a otras de un hombre que conquista a cualquier chica que el quiera, todo gracias a sus lindos ojos; cuando él conseguía lo que quería, se marchaba y las dejaba con el corazón roto. Este tema viene incluido en el álbum Voulez-Vous como la pista número 4.

## El vídeo
Fue grabado el 5 y 6 de abril de 1979 en los estudios de Europa Film, Estocolmo. ABBA interpreta la canción ante una audiencia de adolescentes, igual que en el de Does Your Mother Know?. Fue dirigido por Lasse Hallström.
Actualmente está disponible en los DVD The Definitive Collection (DVD), ABBA Number Ones (DVD), ABBA Gold (DVD) y en ABBA: 16 Hits.

## Listas
| Lista                                            | Posición |
| ------------------------------------------------ | -------- |
| México, Lista de Sencillos Internacionales       | 1        |
| Bélgica, Top 30 Humo Singles                     | 1        |
| Chile, Lista de Singles                          | 1        |
| Costa Rica, Top 50 Radio Uno                     | 1        |
| Israel, Top 40 Singles                           | 1        |
| Argentina, Top 10 Singles                        | 2        |
| Irlanda, Top 30 IRMA Singles                     | 3        |
| Holanda, Top 30 National Hitparade Singles Chart | 3        |
| Reino Unido, UK Singles                          | 3        |
| España, Los 40 Principales                       | 4        |
| Holanda, Dutch Top 40 Singles                    | 4        |
| España, Lista de Singles por ventas              | 5        |
| Finlandia, Suosikki Singles                      | 5        |
| Danish Singles charts                            | 9        |
| Francia, Top 30 Singles                          | 9        |
| Sudáfrica, Top 20 Springbok Singles              | 9        |
| Suiza, Top 100 Singles                           | 9        |
| Alemania, Top 50 radiodifusión Singles           | 10       |
| Alemania, Top 50 ventas Singles                  | 14       |
| Japón, Top 100 Oricon Singles                    | 1        |
| E.U.A., Billboard Adult Contemporany Chart       | 4        |
| Canadá, Top 50 Singles                           | 3        |
| E.U.A., Top 100 Record World Singles Chart       | 1        |
| Australia, Top 100 ARIA Singles Chart            | 1        |
| E.U.A., Billboard Hot 100                        | 1        |
| E.U.A., Top 100 Cashbox Singles Chart            | 3        |

### Trayectoria en las listas
| Posición | 80 | 80 | 93 |

| Posición | 48 | 23 | 12 | 5 | 3 | 5 | 9 | 14 | 29 | 40 | 66 |

| Posición | 93 | 79 | 98 | 88 | 82 | 80 | 80 | 80 | 80 | 87 |

### Listas de Fin de Año
| País         | Posición | Año  |
| ------------ | -------- | ---- |
| Bélgica      | 12       | 1979 |
| Países Bajos | 54       | 1979 |

## Certificaciones
| País        | Certificación | Ventas    |
| ----------- | ------------- | --------- |
| Reino Unido | Plata         | + 350 000 |

## Voulez-Vous - versión Erasure
"Voulez-Vous" es un disco sencillo promocional publicado del grupo inglés de música electrónica Erasure, lanzado en 1992.

## Descripción
Voulez-Vous fue editado como sencillo promocional y también está incluido en el EP Abba-esque, que llegó al número uno de las listas británicas en 1992.

## Lista de temas
| Voulez-Vous 7" (ABBA 2) |               |                               |          |  |
| N.º                     | Título        | Escritor(es)                  | Duración |  |
| 1.                      | «Voulez-Vous» | Benny Andersson Björn Ulvaeus | 5:30     |  |